# エリオット・コーワン
エリオット・コーワン（Elliot Cowan [ˈkaʊən], 1976年7月9日 - ）は、イギリス出身の俳優。エリオット・カウアンとも表記される。

## 来歴
ロンドンで生まれ、コルチェスターで育つ。1994年から1996年までナショナル・ユース・ミュージック・シアターに所属。バーミンガム大学では演劇を専攻、First class degreeを取得して卒業した。その後、王立演劇学校に進み、2001年に卒業。南アフリカの学校で、演劇を教えた経験もある。
テレビドラマにゲスト出演しつつ舞台を中心に活動していたが、2004年オリヴァー・ストーン監督の『アレキサンダー』で映画デビュー。アンソニー・ホプキンス演ずるプトレマイオス1世の青年時代を演じた。
2005年『ドンカルロス』でロドリーゴ役を演じ、ロンドンのウエストエンドデビューを果たす。2007年にはマンチェスターの舞台で『ヘンリー五世』のタイトルロールを演じ、Manchester Evening News Theatre Awardsの主演男優賞を受賞した。つづいてITVのドラマ『ジェイン・オースティンに恋して』にダーシー役で出演。ジェーン・オースティンの『高慢と偏見』の世界に、現代から主人公が迷い込む同作品は批評家からも絶賛された。
2009年、イギリスの女性団体ウィメンズ・エイド製作の、反ドメスティックバイオレンス啓蒙キャンペーンビデオ『CUT』に出演した。（キーラ・ナイトレイ共演、監督はジョー・ライト）

## 人物
王立演劇学校在籍中にエージェントから「背が高い（約188cm）から、常に体を鍛えて体型を維持するよう気をつけたほうがいい」とアドバイスされ、以来マラソン、ヨガをするようになり、最近はトライアスロンにも挑戦している。『ヘンリー五世』の舞台に立つ前には、ヘンリーの軍の足跡をたどって、イギリスからフランスのアジャンクールまで5日間かけて自転車で旅をした。

## 出演作品

### 映画
| 公開年 | 邦題 原題                                                                      | 役名                           | 備考                                            |
| ------ | ------------------------------------------------------------------------------ | ------------------------------ | ----------------------------------------------- |
| 2004   | Dirty Filthy Love                                                              | ギャレス                       | テレビ映画                                      |
| 2004   | アレキサンダー Alexander                                                       | プトレマイオス1世の青年時代    |                                                 |
| 2006   | 私の婚活恋愛術 Love and Other Disasters                                        | ジェームズ・ワイルドストーン   | 日本劇場未公開                                  |
| 2006   | サリー・ロックハートの冒険/マハラジャのルビー The Ruby in the Smoke            | ヘンドリック・ヴァン・エーデン | テレビ映画                                      |
| 2007   | The Mark of Cain                                                               | ウォリス                       |                                                 |
| 2007   | The Christmas Miracle of Jonathan Toomey                                       | ジェームズ・マクドウェル       |                                                 |
| 2007   | ライラの冒険/黄金の羅針盤 The Golden Compass                                   | 司令官                         |                                                 |
| 2008   | ハッピー・ゴー・ラッキー Happy-Go-Lucky                                        | 書店員                         | 日本劇場未公開                                  |
| 2008   | In Love with Barbara                                                           | ヒュー                         | テレビ映画                                      |
| 2009   | ミス・マープル4 『魔術の殺人』 Agatha Christie Marple: They Do It with Mirrors | ウォーリー・ハッド             | テレビ映画                                      |
| 2010   | ザ・ファイト 拳に込めたプライド Max Schmeling                                  | アラン・ウォーケン             | 日本劇場未公開 マックス・シュメリングの伝記映画 |
| 2013   | ウォー・オブ・ザ・ゴッド 勇者たちの神話 Hammer of the Gods                     | ハカン                         |                                                 |
| 2015   | デビルズ・トレイン Howl                                                        | エイドリアン                   | 日本劇場未公開                                  |
| 2015   | エンド・オブ・ザ・フューチャー Narcopolis                                      | フランク・グリーヴス           | 日本劇場未公開                                  |
| 2017   | ミューズ Muse                                                                  | サミュエル・ソロモン           | 日本劇場未公開、WOWOWで放映                     |
| 2018   | リーサル・ソルジャーズ All the Devil's Men                                     | マクナイト                     |                                                 |

### テレビシリーズ
| 放映年    | 邦題 原題                                                                    | 役名                               | 備考                                          |
| --------- | ---------------------------------------------------------------------------- | ---------------------------------- | --------------------------------------------- |
| 2001      | Judge John Deed                                                              | グレン                             | 1エピソード                                   |
| 2001      | 奇術探偵ジョナサン・クリーク Jonathan Creek                                  | トム                               | 1エピソード                                   |
| 2002      | 刑事フォイル Foyle's War                                                     | ピーター                           | 1エピソード                                   |
| 2002-2003 | S.A.S. 英国特殊部隊 Ultimate Force                                           | ジェム・ポイントン                 | 8エピソード                                   |
| 2003      | Spine Chillers                                                               | ディーン                           | 1エピソード                                   |
| 2005      | エジプト 〜甦るツタンカーメン〜 Egypt                                        | ジャン＝フランソワ・シャンポリオン | 全6話のミニシリーズ、2エピソード ドキュドラマ |
| 2006      | 名探偵ポワロ Agatha Christie: Poirot                                         | デヴィッド・ハンター               | エピソード「満潮に乗って」                    |
| 2008      | ジェイン・オースティンに恋して Lost in Austen                                | ミスター・ダーシー                 | 全4話のミニシリーズ                           |
| 2009      | ザ・フィクサー The Fixer                                                     | マシュー・シモンズ                 | 6エピソード                                   |
| 2011      | Marchlands                                                                   | マーク・アシュバーン               | 5エピソード                                   |
| 2012      | Sinbad                                                                       | ガンナー                           | 12エピソード                                  |
| 2013      | 刑事ジョン・ルーサー Luther                                                  | トム・マーウッド                   | 2エピソード                                   |
| 2013-2015 | ダ・ヴィンチと禁断の謎 Da Vinci's Demons                                     | ロレンツォ・デ・メディチ           | 17エピソード                                  |
| 2015      | フランケンシュタイン・クロニクル The Frakenstein Chronicles                  | サー・ベントレー・ウォーバートン   | シーズン1レギュラー                           |
| 2018-2019 | KRYPTON/クリプトン Krypton                                                   | ダロン＝ヴェックス                 | 10エピソード                                  |
| 2019      | スパニッシュ・プリンセス キャサリン・オブ・アラゴン物語 The Spanish Princess | ヘンリー7世 (イングランド王)       | ミニシリーズ                                  |
| 2019      | ピーキー・ブラインダーズ Peaky Blinders                                      | マイケル・レヴィット               | 1エピソード                                   |
| 2020      | ミステリー in パラダイス Death in Paradise                                   | アーロン・マコーマック             | 1エピソード                                   |
| 2021      | ファウンデーション Foundation                                                | ルイス・ピレンヌ                   |                                               |
| 2022      | ザ・クラウン The Crown                                                       | ノートン・ナッチブル               |                                               |

### 舞台
- Arcadia (2002)
- The Life of Galileo
- 椿姫 Camille （2003）
- かもめ The Seagull
- Flush (2004)
- ドン・カルロス Don Carlos (2005）
- Women Beware Women （2006）
- フロスト/ニクソン Frost/Nixon （2006）
- The Interogation of Leo and Lisa (2007)
- ヘンリー五世　Henry V （2007）
- The Internationalist （2008）
- Shoot/Get Treasure/Repeat (2008)
- 復讐者の悲劇 The Revenger's Tragedy （2008）
- Voices Under Siege (2009)
- 欲望という名の電車　A Streetcar Named Desire （2009）
- A Florentine Tragedy (2009)

### ゲーム
- ゴールデンアイ 007 GoldenEye 007 (2010 video game)　（2011）